# Frederick Chiluba
Frederick Jacob Titus Chiluba, né le 30 avril 1943 à Kitwe (Rhodésie du Nord) et mort le 18 juin 2011 à Lusaka, est un homme politique zambien, président de la République de 1991 à 2002.

## Biographie

### Origines, études et famille
Fils de Jacob Titus Chiluba Nkonde et Diana Kaimba, Frederick Chiluba est élevé à Ndola, il y suit des études au lycée Kawambwa avant de parfaire ses compétences économiques aux États-Unis et dans les pays d'Europe de l'Est. Frederick Chiluba commence sa carrière professionnelle en tant que responsable du personnel avant de devenir assistant comptable chez Atlas Copco, une entreprise d'extraction de cuivre située à Ndola. Il s'affilie au syndicat National Union of Building, Engineering and General Workers (NUBEGW ou Union nationale des personnels du bâtiments, ingénieurs et personnels généraux) et monte rapidement dans la hiérarchie du syndicat avant de se faire élire secrétaire général du syndicat.
Fin 2001, Frederick Chiluba et sa femme Vera divorcent ; ils ont neuf enfants.

### Débuts en politique
Frederick Chiluba est aussi élu secrétaire général de la confédération des syndicats zambiens (Zambia Congress of Trade Unions). Lors d'une grève générale illégale décrétée par la ZCTU qui paralyse l'économie zambienne en 1981, le président Kenneth Kaunda envoie Frederick Chiluba et d'autres responsables syndicaux en prison. Ils seront libérés par la justice qui considère leur emprisonnement comme anticonstitutionnel. En 1987, Frederick Chiluba garde son poste de président du syndicat NUBEGW.

### De la fondation du MMD à la présidence de la République
Frederick Chiluba participe à la fondation du parti politique Mouvement pour la démocratie multipartite (Movement for Multiparty Democracy ou MMD) en 1990. Il se présente comme candidat au nom du MMD à l'élection présidentielle de 1991, première élection multipartite depuis 20 ans, et l'emporte face au président sortant Kenneth Kaunda avec 81 % des voix. Frederick Chiluba est investi le 1er novembre 1991 avec Levy Mwanawasa comme vice-président. En 1994, Frederick Chiluba doit faire le ménage dans son équipe, plusieurs hauts responsables étant accusés de trafic de drogue et de corruption. Le MMD perd un peu de sa superbe et quelques sièges aux législatives mais Frederick Chiluba obtient un second mandat présidentiel de cinq ans en 1996.
La campagne présidentielle de 1996 est marquée par une polémique sur le lieu de naissance exact de Frederick Chiluba. Certains candidats présidentiels martèlent qu'il est né en République démocratique du Congo alors Congo belge. Il est difficile de trancher la question avec certitude, les registres de l'état-civil étant peu convaincants, d'autant plus que Ndola est une commune frontalière de la RDC. De son côté l'État, sur lequel le MMD a la mainmise, harcèle les rivaux de Frederick Chiluba. 
En 1998, Frederick Chiluba fait emprisonner sans jugement l'ancien président Kenneth « K. K. » Kaunda pour quelque temps.
Malgré une majorité confortable pour le MMD au parlement, Frederick Chiluba ne réussit pas à faire modifier la constitution pour l'autoriser à briguer un troisième mandat. Son mandat s'achève le 2 janvier 2002 et il est remplacé par Levy Mwanawasa.

### Après la présidence
La campagne anti-corruption lancée par Mwanawasa touche Chiluba en février 2003 puisque l'ancien président est inculpé pour avoir détourné 30 millions d'euros de fonds publics lors de son mandat. Les malversations et la corruption des membres de l'équipe Chiluba sont avérées, mais les procédures judiciaires initiées par Mwanawasa ne sont pas exemptes de motivations politiques, il s'agit de réduire l'influence de Frederick Chiluba sur le MMD.
Frederick Chiluba a commencé sa carrière politique en tant que syndicaliste marxiste, s'est rapidement rallié au capitalisme en suivant à la lettre les consignes du FMI dès son arrivée au pouvoir, privatisant, entre autres, les entreprises d'extraction de cuivre, première ressource économique du pays. Il a réussi à juguler l'inflation galopante au prix de troubles sociaux et d'un fort chômage.
Frederick Chiluba a servi de médiateur lors de la seconde guerre du Kivu en République démocratique du Congo voisine avec certains résultats, mais au niveau intérieur, la situation économique ne s'est pas améliorée.
Souffrant de problèmes cardiaques et des reins, Frederick Chiluba meurt le 18 juin 2011 à 68 ans.

### Vie personnelle
Il est pentecôtiste.